# Lepanthes rodrigoi
Lepanthes rodrigoi är en orkidéart som beskrevs av Carlyle August Luer. Lepanthes rodrigoi ingår i släktet Lepanthes och familjen orkidéer. Inga underarter finns listade i Catalogue of Life.